# Picaflors bicolor
El picaflors bicolor (Dicaeum bicolor) és un ocell de la família dels diceids (Dicaeidae).

## Hàbitat i distribució
Habita boscos i vegetació secundària de les terres baixes de les Illes Filipines, a Luzon, Catanduanes, Mindoro, Negros, Guimaras, Bohol, Leyte, Samar, Dinagat i Mindanao.